# Typmaterial
In der Mineralogie ist das Typmaterial, auch bekannt als Typstufe, dasjenige Referenzmaterial oder diejenige Referenzstufe, an welchem oder an welcher ein Mineral beschrieben und definiert worden ist. Es handelt sich also um das Material oder die Stufen, an welchen die Eigenschaften, die zur Charakterisierung als neues Mineral ermittelt wurden, bestimmt worden sind.

## Typarten
Die folgenden Definitionen für die verschiedenen Arten von Typmaterialien wurden 1987 durch die damalige „Commission on New Minerals and Mineral Names“ (heute „Commission on New Minerals Nomenclature and Classification“) und die „Commission on Museums“ der International Mineralogical Association (IMA) gebilligt.
- Holotyp: Ein Holotyp ist eine Einzelstufe, an der die Originalbeschreibung eines Minerals erfolgt ist.

“Holotype: A single specimen (designated by the author) from which all the data for the original description were obtained. Where portions of such a specimen have been sent to other museums for preservation, the author will designate each of these as ‘part of the holotype’.”

„Holotyp: Eine Einzelstufe (vom Autor festgelegt), an der alle Daten für die Originalbeschreibung in der Typpublikation erhalten worden sind. Wo Teile einer solchen Stufe zur Aufbewahrung an andere Museen gelangt sind, wird der Autor jeden Teil davon als ‚Teil des Holotyps‘ kennzeichnen.“

- Cotyp: Cotypen sind mehrere Stufen, an denen quantitativ Daten für die Originalmineralbeschreibung ermittelt worden sind.

“Cotype: Specimens (designated by the author) as those used to obtain quantitative data for the original description. Specimens examined only visually should not be considered cotypes.”

„Cotyp: Mehrere Stufen (vom Autor festgelegt), die verwendet wurden, um quantitative Daten für die Originalbeschreibung [des Minerals] zu erhalten. Stufen, die nur visuell untersucht wurden, werden nicht als Cotypen betrachtet.“

- Neotyp: Ein Neotyp ist eine Stufe, die zur Neubestimmung oder erneuten Untersuchung eines Minerals verwendet wird, wenn Holotyp oder Cotypen nicht auffindbar sind oder sich – nach Prüfung – als ungeeignet für eine Untersuchung erweisen.

“Neotype: A specimen chosen by the author of a redefinition or re-examination of a species to represent the species when the holotype or cotypes cannot be found. It must be shown that every attempt has been made to locate the originally described material. Neotypes can also be designated when examination of all holotypes and cotypes has shown that the definitive unit-cell parameters and chemical composition cannot be experimentally determined. All neotypes require the approval of the Commission on New Minerals and Mineral Names of the International Mineralogical Association.”

„Neotyp: Eine vom Autor ausgewählte Stufe für eine Redefinition oder erneute Untersuchung einer Spezies, wenn Holotyp oder Cotypen nicht mehr aufzufinden sind. Es muss gezeigt werden, dass jeder mögliche Versuch unternommen wurde, um das ursprüngliche Originalmaterial zu ermitteln. Neotypen können auch festgelegt werden, wenn die Untersuchungen aller Holotypen und Cotypen gezeigt hat, dass die Parameter für die Einheitszelle und die chemische Zusammensetzung mit dem vorhandenen Material experimentell nicht bestimmt werden können. Alle Neotypen benötigen eine Genehmigung der „Commission on New Minerals Nomenclature and Classification“.“

## Bestimmungszweck
Typmineralstufen sind das Material, welches zur Bestimmung der Daten für die Originalbeschreibung eines neuen Mineralspezies verwendet wird. Sie sind folglich der einzige Beweis für die Untersuchungsergebnisse. Die Definition einer Typstufe (idealerweise Holotyp oder Cotyp) ist ferner notwendig, um Zweifel und Fragen, die sich aus fehlerhaften oder unvollständigen Originalbeschreibungen ergeben, beantworten zu können. Deshalb soll, wenn immer es möglich ist, die Neudefinition, Diskreditierung oder Revalidierung eines Minerals auf der Untersuchung des Typmaterials basieren.

## Geschichte
Während das System der Typmaterialien in der Biologie schon seit langem existiert, ist das in der Mineralogie nicht der Fall. Die Neuigkeit dieser Praxis bedeutet, dass mitunter kein Typmaterial existiert. Dies trifft sogar für Minerale zu, die erst im 20. Jahrhundert entdeckt worden sind. Die Publikation „Type specimens in mineralogy“ von Peter G. Embrey und Max Hutchinson Hey im Jahre 1970 beflügelte die Diskussion über Typstufen von Mineralen und führte zur formalen Definition von Typmaterial in der Mineralogie, genehmigt durch die IMA im Jahre 1987.
Heute ist die Deponierung des Typmaterials in von einem professionellen Kurator betreuten Museum eine unabdingbare Notwendigkeit für die Anerkennung eines neuen Minerals seitens der „Commission on New Minerals Nomenclature and Classification“. Üblicherweise wird der Ort der Deponierung und die Sammlungsnummer des Typmaterials in der Typpublikation mitgeteilt. Die „Commission on Museums“ der IMA führt einen Katalog der Typstufen (Catalogue of Type Mineral Specimens), in dem für ein Mineral die Typpublikation sowie die Art des Typmaterials, sein Deponierungsort und die Sammlungsnummer des entsprechenden Museums angegeben ist. Für alle in Museen in Deutschland deponierten Typstufen sind Informationen darüber auch im „Typmineralkatalog Deutschland“ zusammengestellt.
Für einige Länder existieren schriftliche Zusammenstellungen der auf ihren Territorien entdeckten und beschriebenen Minerale und der Deponierung des entsprechenden Typmaterials, so z. B. für Kanada, Italien, die ehemalige Sowjetunion und die Schweiz.